# Coelichneumon
Coelichneumon is een geslacht van insecten uit de orde van de vliesvleugeligen (Hymenoptera) en de familie van de gewone sluipwespen (Ichneumonidae). 

## Soorten
- C. abnormis Heinrich, 1966
- C. afghanicus Heinrich, 1957
- C. aglaotypus Heinrich, 1966
- C. alaicus Heinrich, 1930
- C. albicillus (Gravenhorst, 1820)
- C. albicoxa Heinrich, 1961
- C. albitrochantellus Uchida, 1955
- C. albonotatus (Cameron, 1903)
- C. albopilosellus Cameron, 1905
- C. alvarado (Cresson, 1868)
- C. annulipes (Cameron, 1905)
- C. anospilus (Thomson, 1886)
- C. anthrax (Dalla Torre, 1901)
- C. assimilis (Kokujev, 1904)
- C. ater (Cresson, 1864)
- C. atratorius (Villers, 1789)
- C. atrox (Kokujev, 1909)
- C. azotus (Cresson, 1864)
- C. bacillus Heinrich, 1967
- C. barnstoni Morley, 1915
- C. beatus (Cameron, 1885)
- C. bellatulus (Cameron, 1884)
- C. biannulatus (Gravenhorst, 1820)
- C. biguttorius (Thunberg, 1789)
- C. biguttulatus (Kriechbaumer, 1875)
- C. bilineatus (Gmelin, 1790)
- C. bimaculatus (Smith, 1878)
- C. birmanicus Heinrich, 1966
- C. bivittatus (Matsumura, 1912)
- C. bodmanorum Heinrich, 1950
- C. bohemani (Holmgren, 1864)
- C. bonthainensis Heinrich, 1934
- C. brunneri (Rohwer, 1913)
- C. cabrerai (Berthoumieu, 1903)
- C. caerulescens (Morley, 1915)
- C. caesareus (Roman, 1904)
- C. caroni Heinrich, 1934
- C. castaniventris (Gravenhorst, 1829)
- C. celebensis Heinrich, 1934
- C. citimus (Cresson, 1877)
- C. clypeatus (Uchida, 1955)
- C. coactus (Thomson, 1893)
- C. columbianus Heinrich, 1961
- C. comitator (Linnaeus, 1758)
- C. consimilis (Wesmael, 1845)
- C. coreanus Kim, 1955
- C. coxalis Uchida, 1926
- C. crassicornis Uchida, 1927
- C. cretatus (Gravenhorst, 1820)
- C. cyaniventris (Wesmael, 1859)
- C. cyaniventrops Heinrich, 1966
- C. chalybeus (Cresson, 1877)
- C. chinicus Heinrich, 1966
- C. decemguttatus Uchida, 1932
- C. decrescens (Thomson, 1886)
- C. deliratorius (Linnaeus, 1758)
- C. delirops Heinrich, 1977
- C. desinatorius (Thunberg, 1822)
- C. desultorius (Wesmael, 1848)
- C. dolichopsis (Heinrich, 1934)
- C. dorsosignatus (Berthoumieu & Eversmann, 1894)
- C. dubius (Tischbein, 1876)
- C. eburnifrons (Wesmael, 1857)
- C. erebeus (Berthoumieu, 1903)
- C. erythromerus (Rudow, 1888)
- C. eversmanni (Berthoumieu, 1894)
- C. exephanopsis Heinrich, 1934
- C. eximiops Heinrich, 1961
- C. eximius (Stephens, 1835)
- C. falsificus (Wesmael, 1845)
- C. fasciator Riedel, 2008
- C. femoralis Uchida, 1927
- C. flagellator Heinrich, 1961
- C. flavitarsis (Smith, 1874)
- C. flavoguttatus (Uchida, 1925)
- C. flavolineatus (Cameron, 1903)
- C. flebilis (Berthoumieu, 1903)
- C. formicariator Bauer, 1985
- C. formosulus (Tosquinet, 1903)
- C. foxleei Heinrich, 1961
- C. fulvibasalis Uchida, 1932
- C. fulvipes (Cameron, 1904)
- C. funebrator Horstmann, 2006
- C. futasujii (Uchida, 1932)
- C. gargawensis Uchida, 1925
- C. geminus Heinrich, 1967
- C. godwinausteni (Cameron, 1897)
- C. graecus Horstmann, 2002
- C. haemorrhoidalis (Gravenhorst, 1820)
- C. heptapotamicus (Kokujev, 1905)
- C. histricus (Cresson, 1867)
- C. hopponis (Matsumura, 1912)
- C. hormaleoscelus Uchida, 1932
- C. imperiosus (Wesmael, 1857)
- C. impressor (Zetterstedt, 1838)
- C. inutilis Heinrich, 1966
- C. iridipennis (Cameron, 1905)
- C. jejunus (Cresson, 1864)
- C. junceus (Cresson, 1873)
- C. klapperichi Heinrich, 1957
- C. kosempensis Uchida, 1932
- C. lacrymator (Fonscolombe, 1847)
- C. latimodjongis Heinrich, 1934
- C. leucocerus (Gravenhorst, 1820)
- C. leucographus Heinrich, 1961
- C. lineaticeps (Cameron, 1904)
- C. lineiscutis Heinrich, 1966
- C. lisae Heinrich, 1977
- C. litoralis Horstmann, 2000
- C. lividusus (Uchida, 1925)
- C. longiterebra Riedel, 2008
- C. maculiscutis (Cameron, 1905)
- C. madritinus (Berthoumieu, 1894)
- C. magniscopa Heinrich, 1961
- C. mandibularis Heinrich, 1966
- C. maritimensis Heinrich, 1980
- C. masoni Heinrich, 1961
- C. maurus (Cresson, 1864)
- C. mayri (Tischbein, 1873)
- C. mengkokae Heinrich, 1934
- C. merula (Berthoumieu, 1894)
- C. mesonotator Riedel, 2008
- C. metidjensis (Berthoumieu, 1894)
- C. microstictus (Gravenhorst, 1829)
- C. moestus (Gravenhorst, 1829)
- C. mohrii Uchida, 1956
- C. mongolicus (Roman, 1936)
- C. motivus (Cameron, 1885)
- C. multimaculatus (Cameron, 1905)
- C. navus (Say, 1835)
- C. neocitimus Heinrich, 1961
- C. neocretatus Heinrich, 1961
- C. neomexicanus Heinrich, 1961
- C. neotypus Heinrich, 1966
- C. nigerrimus (Stephens, 1835)
- C. nigratoricolor (Viereck, 1917)
- C. nigratus (Berthoumieu, 1894)
- C. nigritor Riedel, Coruh & Ozbek, 2010
- C. nigroindicum Kim, 1955
- C. nigrosignatus (Viereck, 1905)
- C. nipponicus Uchida, 1927
- C. nivosus Heinrich, 1966
- C. nobilis (Wesmael, 1857)
- C. nothus (Holmgren, 1880)
- C. nudicoxator Aubert, 1966
- C. nudus Heinrich, 1961
- C. obscuratus Heinrich, 1961
- C. ocellus (Tosquinet, 1903)
- C. octoguttatus Uchida, 1925
- C. oltenensis Constantineanu, Pirvescu & Mihalache, 1979
- C. ophiusae (Kriechbaumer, 1890)
- C. opulentus (Taschenberg, 1871)
- C. orbitator (Thunberg, 1822)
- C. orpheus (Cresson, 1864)
- C. pamirensis Riedel, 2008
- C. pararudis Riedel, 2008
- C. paraviolaceiventris Riedel, 2008
- C. penetrans (Smith, 1858)
- C. penicillatus Heinrich, 1967
- C. pepticus (Cresson, 1877)
- C. percussor (Tischbein, 1876)
- C. pervagus (Cresson, 1877)
- C. phaenomenon Heinrich, 1961
- C. piceipennis (Morley, 1915)
- C. pieli Uchida, 1937
- C. pomilioaeneus Heinrich, 1961
- C. popae Heinrich, 1966
- C. probator Horstmann, 2000
- C. problematicus Riedel, Coruh & Ozbek, 2010
- C. prolixus (Cresson, 1874)
- C. pseudowalleyi Heinrich, 1977
- C. pulcher (Brulle, 1846)
- C. pulcherior Heinrich, 1961
- C. pumilionobilis Heinrich, 1951
- C. punctifer Heinrich, 1961
- C. quadraticeps Heinrich, 1961
- C. quadriannulatus (Gravenhorst, 1829)
- C. quinquemaculatus (Cameron, 1903)
- C. rasnitsyni Heinrich, 1980
- C. rubricoxa Heinrich, 1961
- C. rubroaeneus Heinrich, 1961
- C. rudis (Fonscolombe, 1847)
- C. rufibasalis (Uchida, 1927)
- C. ruficauda (Wesmael, 1845)
- C. rufigaster Riedel, 2008
- C. rufiventris (Cameron, 1903)
- C. rufofemoratus (Cameron, 1903)
- C. sassacoides Heinrich, 1961
- C. sassacus (Viereck, 1917)
- C. scutellaris Uchida, 1927
- C. semilaevis (Cresson, 1864)
- C. septenus (Townes, Momoi & Townes, 1965)
- C. serenus (Gravenhorst, 1820)
- C. shanxiensis Riedel, 2008
- C. sillemi Roman, 1935
- C. similior Heinrich, 1961
- C. singularis (Berthoumieu, 1892)
- C. sinister (Wesmael, 1848)
- C. strigosus (Morley, 1915)
- C. strombus (Dalla Torre, 1897)
- C. subviolaceiventris (Pic, 1908)
- C. sugiharai Uchida, 1935
- C. sugillatorius (Linnaeus, 1758)
- C. taihorinus Uchida, 1932
- C. tenuitarsis (Thomson, 1893)
- C. terebratus Heinrich, 1961
- C. terebrifer Heinrich, 1961
- C. torsor (Thunberg, 1822)
- C. tournieri (Pic, 1899)
- C. tricoloripes Heinrich, 1966
- C. validus (Berthoumieu, 1894)
- C. vehementer Heinrich, 1966
- C. victorianus Heinrich, 1966
- C. viola (Cresson, 1864)
- C. viridissimus Morley, 1915
- C. vitalis (Cresson, 1877)
- C. walleyi Heinrich, 1961
- C. yezoensis (Matsumura, 1912)